# La Springfield connection
La Springfield connection (France) ou La Filière Springfield (Québec) (The Springfield Connection) est le 23e épisode de la saison 6 de la série télévisée d'animation Les Simpson.

## Synopsis
Marge poussée par des montées d’adrénaline et l'envie d'actions décide de rejoindre la police de Springfield. 
Pour faire partie de la police, Marge doit tout d'abord passer plusieurs tests et c'est sans réelle difficulté qu'elle y parvient. Marge, devenue policier semble apprécier son nouveau travail. Toutefois, les habitants ne peuvent pas la percevoir autrement qu'un policier même lorsqu'elle n'est pas en fonction et ses amis deviennent distant. 
Après un mauvais stationnement devant le mini-market et quelques autres délits, Marge finit par passer les menottes à Homer, la faisant tourner en ridicule. 
Lors d'une partie de poker avec Homer, Barney demande à Homer d'aller chercher de la bière au garage, mais c'est Herman  qui se propose. Moe lui ayant donné des soupçons, Homer décide d'aller voir ce qui se passe dans le garage et tombe sur Herman se livrant à de la contrebande de faux jeans. Menacé par Herman, Homer n'est sauvé que par l'arrivée de Marge qui réussit à arrêter les gangsters. Malheureusement, Wiggum lui explique qu'il n'y a pas les preuves pour arrêter les suspects : tous les jeans ont disparu ... pour se retrouver sur les policiers. Marge décide finalement de quitter la police, trop corrompue à son goût.

## Référence culturelles
- Le titre fait référence au film French Connection. Une référence plus légere à ce film est présente dans le sens ou cet épisode parle d'un trafic dont la police mettra fin (trafic de jeans dans l'épisode, et trafic de drogue dans le film).
- Lors du week-end de formation à la police de Springfield, le type louche pressé d'avoir une arme vient du film Police Academy.
- Lors de l'entrainement, Marge grimpe sur un mur de la même façon que dans le film Officier et Gentleman.
- L'exercice de tir sur des panneaux, dans un milieu urbain fait penser au film Magnum Force ou bien aussi Police Academy.
- Lors de l'examen de conduite Marge doit faire un parcours avec la voiture de police et sauter sur pont en construction. Le pont ressemble à celui du film Speed ou le bus a fait la même cascade.
- Le gag du canapé fait une référence à 007.
- La musique à la trompette revenant souvent lors de l'épisode est tiré de Capitaine Furillo.
- L'émission à la TV avec Skinner et sa mère Agnès fait référence à l'émission de télé-réalité américaine COPS.
- La musique que l'on entend lors du concert est celle de Star Wars de John Williams.

## Erreurs
- Quand Marge s'entraîne en voiture, elle porte un t-shirt blanc et un jean. Mais à l'arrivée, elle porte une tenue complète de policier. Puis quand elle rentre chez elle, elle dit qu'il lui manque la chemise de policier parce qu'ils n'avaient pas sa taille, alors qu'elle la portait à la fin de l'entraînement en voiture.
- Quand Homer mélange les cartes on voit que Hermann a 2 bras.
- Quand Marge est dans son garage, sa voiture est bleue au lieu d'être rouge.
- Quand Marge poursuit le Serpent (au début de l'épisode), son collier est blanc au lieu d'être rouge.
- À la fin de l'épisode, le chef Wiggum a les cheveux bruns au lieu des cheveux bleus.